# Alain Jean-Marie

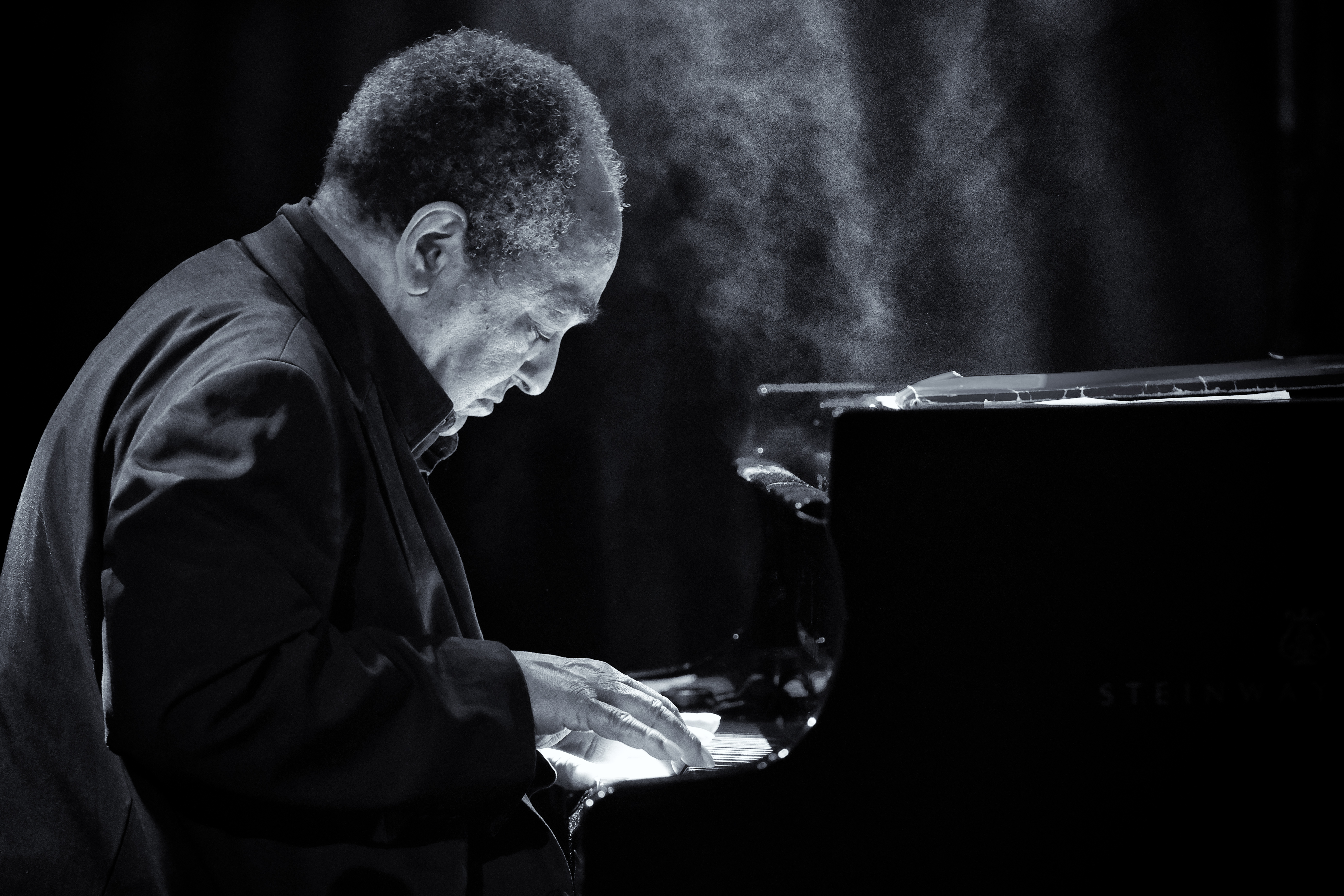
Alain Jean-Marie, festival Jazzpote, Thionville (57), 10 juillet 2021

Alain Jean-Marie est un pianiste de jazz français né le 29 octobre 1945 à Pointe-à-Pitre en Guadeloupe.
Accompagnateur réputé, il est l'un des plus importants pianistes de jazz français et francophone,, et considéré comme l'une des légendes du jazz.

## Biographie

### Jeunesse
Alain Jean-Marie nait le 29 octobre 1945 à Pointe-à-Pitre en Guadeloupe, d'un père martiniquais et une mère guadeloupéenne.
Il prend quelques cours de piano chez une voisine à 8 ans,. Il arrête vite, et se considère comme autodidacte. Il découvre le bebop à la radio, et commence à jouer du jazz,. Il rencontre Robert Mavounzy et Edouard Mariépin quand il a autour de 12 ans. Le premier disque qu'il achète est un album de Benny Goodman avec Teddy Wilson ; il écoute également Miles Davis, John Coltrane, Sonny Rollins, le Modern Jazz Quartet…

### Début de carrière
Il commence sa carrière de pianiste dans les bals de Guadeloupe, où il joue toute la nuit et apprend l'endurance. Il se cache derrière son piano pour que son père ne le voie pas. Il joue notamment dans l'orchestre de Robert Mavounzy et avec le clarinettiste et saxophoniste Edouard Mariépin dès ses 15 ans.

### À Montréal
Il s'installe à Montréal de 1967 à 1970, invité pour jouer dans le cadre de l'exposition « Terre des Hommes ». Il y rencontre de nombreux musiciens américains, sa musique s'oriente alors plus franchement vers le jazz. Avec le bassiste Winston Berkley et le batteur Jean-Claude Montredon, il monte le groupe de fusion Liquid Rock :« c'était le résultat de la culture hippie. Nous avons décidé de vivre ça, mais à l'antillaise ».
En 1969-1970, il revient aux Antilles. À cette période, il rencontre le disquaire et producteur Henri Debs, qui produira nombre de disques enregistrés par Alain jean-Marie. En 1979, il enregistre Piano Biguine, mêlant jazz et biguine. Jusqu'en 1973, il joue en trio avec le bassiste Weston Berkley et le batteur Jean-Claude Montredon.

### À Paris
Il s'installe à Paris en 1973, mais peine à faire jouer son groupe, rebaptisé Liquid Rock Stone. En 1973, il fait partie de l'orchestre de La Cigale, où se produisaient des musiciens guadeloupéens,. À la fermeture de La Cigale en 1975, il joue dans les clubs de jazz, dont l'Opportun, où il accompagne de très nombreux musiciens : Bill Coleman, Harry Edison, Clark Terry, Eddie Davis, Barney Wilen, James Moody, Sonny Stitt, Kai Winding, Archie Shepp, Max Roach, Charles Tolliver, Christian Escoudé,…
En 1979, il reçoit le Prix Django-Reinhardt. Il joue en trio avec Gus Nemeth et Al Levitt et en duo avec Niels-Henning Ørsted Pedersen.
En 1986 et 1987, il est le directeur musical du spectacle de Dee Dee Bridgewater Lady Day, un spectacle en hommage à Billie Holiday,.
Il joue régulièrement avec le saxophoniste Barney Wilen, à commencer par La Note Bleue, la bande-son d'une bande dessinée de Loustal
En 1990, il enregistre The World is Falling Down avec Abbey Lincoln avec Jackie McLean, Billy Higgins et Charlie Haden.
En 1992, alors qu'il ne joue plus de musique antillaise, des jeunes Guadeloupéens lui demandent de faire un disque de biguine (Biguine Reflexions), oubliée depuis l'arrivée du zouk. C'est le début d'une série de disques, dont le dernier opus Tropical Blues paraît en 2013.
En 1999, il joue en duo avec son épouse la chanteuse Morena Fattorini, avec qui il navigue entre musique baroque, opéra, lied allemand, jazz, improvisation, polyrythmies afro-américaines et caribéennes… De 2008 à 2011, les deux musiciens sont en résidence au Théâtre de la Vieille-Grille à Paris. En 2010 paraît le disque Abandon à la Nuit, témoignage de leur aventure, sur lequel ils ont invité le violoncelliste Vincent Ségal et les percussionnistes Xavier Desandre Navarre et Roger Raspail.
En 2002, il enregistre Intersection, aux côtés de Boulou et Elios Ferré. Alain Jean-Marie accompagnera les guitaristes sur six disques.
En 2004 paraît son premier album en piano solo That's What…, qui, selon lui, « a été assassiné par toute la critique ». La même année il enregistre un duo avec le pianiste Michel Graillier, Oiseaux de nuit. Un deuxième disque suivra l'année suivante, Portrait in Black and White.
En 2009 paraît Gwadarama, disque en hommage à la musique guadeloupéenne. Il y joue des styles qu'il a rarement joués, comme le gwoka ou le zouk.
En 2018, il enregistre en solo et en duo avec sur l'album collectif At Barloyd's.
Tropical Jazz Trio, enregistré en compagnie de Patrice Caratini et Roger Raspail, paraît en 2019. On y entend des compositions originales, et des morceaux de Duke Ellington (Fleurette africaine), Horace Silver (Senor Blues, The Cape Verdean Blues) ou Serge Gainsbourg (Couleur Café). L'album est « Coup de cœur Jazz et Blues » de l'Académie Charles-Cros
En 2021, une Victoire d'honneur lui est remise par Archie Shepp lors des Victoires du jazz,.
En 2023, il sort l'album Créole Promenade. Une partie de cet album reprend des chansons d'artistes créoles comme Al Lirvat, César Portillo de la Luz, Jacob Desvarieux, Isolina Carrillo (chanteuse cubaine) ou Félix Valvert.

## Style
Alain Jean-Marie aborde en jazzman la biguine et la musique antillaise. Il commence à arranger en jazz des thèmes d'Al Lirvat et Robert Mavounzy, puis, dans la série Biguine Reflexions, compose dans le style de fusion biguine et jazz. Sa musique s'oriente plus vers le jazz à son retour de Montréal, à la fin des années 1960. Mais pour lui, les deux styles sont cousins : « Robert Mavounzy et Al Lirvat étaient de grands musiciens de biguine, mais aussi de grands jazzmen. D'ailleurs, les musiciens de La Nouvelle-Orléans qu'on appelait les créoles ont des phrasés qui rappellent les clarinettistes antillais. Il y a des liens naturels entre nous ».
Alain Jean-Marie a un « toucher délicat et un art du phrasé riche. La ligne mélodique semble s'agréger par blocs, en évolution sur des déplacements de sens subtils d'une séquence à l'autre » ; « le toucher, l'élégance, l'émotion à fleur de peau mais sans jamais s'étaler, un sens du rythme implacable sans jamais être lourd ».
Musicien autodidacte, il n'a appris à lire la musique qu'à 73 ans.

## Distinctions

### Prix
- 1979 : Prix Django-Reinhardt
- 2000 :  reçoit le Prix Boris-Vian de l'Académie du jazz pour Afterblue[4]
- 2000 : Djangodor du « Meilleur musicien français de jazz »[4]
- 2019 : Coup de cœur Jazz et Blues 2019 de l'Académie Charles-Cros pour Tropical Jazz Trio, avec Patrice Caratini et Roger Raspail[13]
- 2020 : Prix du disque français pour Interplay, avec Diego Imbert[17]
- 2021 : Victoire d'honneur, remise par Archie Shepp[2],[14]

### Décorations
- Chevalier de l'ordre national du Mérite (2012)[18]
- Officier de l'ordre des Arts et des Lettres (2022)[19]

## Discographie

### En tant que leader
Série Biguine Reflexions
- 1992 : Biguine Reflexions, avec Éric Vinceno et Serge Marne (Karac)
- 1996 : Biguine Reflexions II (Déclic Communication)
- 1998 : Sérénades (Déclic Communication)
- 2000 : Biguine Reflexions, Délirio (Universal Music France)
- 2000 : Lazy Afternoon (Shaï)
- 2013 : Tropical Blues (EmArcy)

Autres albums
- 1969 : Piano Biguines (Disques Debs)
- 1980 : Grand Prix Django Reinhardt 79 (Disques Debs)
- 1981 : African Roots in Music avec Ramadolf & Edja Kungali - Jazz Unité 101 (Disques Futura et Marge)
- 1986 : La Note Bleue avec Barney Wilen
- 1998 : Films (Solo Piano) (RCA Victor)
- 1999 : Afterblue, piano solo (Shaï)
- 2004 : That's What, piano solo (Elabeth)
- 2009 : Gwadarama[10]
- 2018 : At Barloyd's (Jazz&people)
- 2019 : Pensativa (Let My Music Grow)
- 2023 : Creole promenade (Paradis Improvisé)

### En tant que coleader
Avec Barney Wilen
- 1992 : Dream Time (Deux Z)
- 2020 : Montreal Duets (Elemental Music)

Avec Michel Graillier
- 2004 : Oiseaux de nuit (Le Chant du monde)
- 2005 : Portrait in Black and White (EmArcy)

Avec André Condouant
- 1997 : Clean & Class (Karac)
- 2004 : Friends Meeting, avec André Condouant (Disques Debs)

Autres collaborations
- 1969 : Jazz Poésie À L'I.M.E. - Vol. 1, avec Bib Monville, Fred Cécé, Winston Berkeley, Jojo Grocravla, Georges Pastel (I.M.E., Institut Martiniquais d'Études)
- 1969 : Insensatez/Travail Raide, Le Trio Bravo avec René Nan et Wynston Berkley (Disques Debs)
- 1987 : Latin Alley, avec Niels-Henning Ørsted Pedersen (IDA Records/OMD)
- 1999 : Isn't It Romantic?, avec Bob Garcia et Riccardo Del Fra
- 2006 : You, avec Nicolas Dary (Djaz Records)
- 2010 : Abandon à la Nuit, avec Morena Fattorini (Let My Music Grow)
- 2011 : Chofé Biguine La, avec Patrice Caratini Jazz Ensemble (EmArcy/Universal Music)
- 2015 : The Peacocks, avec François Ripoche (Black And Blue)
- 2019 : Tropical Jazz Trio, avec Patrice Caratini et Roger Raspail (French Paradox)[12]
- 2020 : Interplay (The Music Of Bill Evans), avec Diego Imbert (Trebim Music)
- 2022 : Time for a Cry, avec Annick Tangorra

### En tant que sideman
Avec Al Lirvat
- 1975 : Later, Al Lirvat et son orchestre de la Cigale (Disques Debs)
- 1994 : Hommage à Al Lirvat (Disques Debs)
- 2002 : Wabap (Créon Music)

Avec François Guin & The Four Bones
- 1978 : François Guin and the Four Bones (Black and Blue)
- 1981 : House Of Jazz Vol. 14, Cat Anderson/François Guin & the Four Bones (Barclay/Blue Star)
- 1994 : Haneda (Black and Blue)

Avec Barney Wilen
- 1987 : La Note Bleue (IDA Records)
- 1989 : Wild Dogs of the Ruwenzori (IDA Records)
- 1993 : Essential Ballads (Alfa Jazz)
- 1995 : Passione (Venus Records)
- 2004 : Dreamtime (Nocturne)

Avec Clémentine
- 1992 : Sings Ben Sidran (Orange Blue)
- 2005 : Avec (EMI/Orange Blue)

Avec François Théberge
- 1997 : Asteur (Lazer Production)
- 2003 : Elenar (EEffendi Records)

Avec Caratini Jazz Ensemble
- 2000 : Darling Nellie Gray (Variations sur la musique de Louis Armstrong) (Label Bleu)
- 2002 : Anything Goes - Les Chansons de Cole Porter (Le Chant du monde)
- 2003 : From The Ground (Le Chant du monde)
- 2014 : Body & Soul (L'autre Distribution)

Avec Boulou et Elios Ferré
- 2002 : Intersection (La Lichère)
- 2003 : The Rainbow of Life (Bee Jazz)
- 2004 : Shades of a Dream (Bee Jazz)
- 2005 : Parisian Passion (Bee Jazz)
- 2007 : Live in Montpellier (Le Chant du monde)
- 2008 : Brothers To Brothers (Plus Loin Music)

Avec David Sauzay
- 2007 : Real Blue (Black and Blue)
- 2011 : Open Highway (Black and Blue)
- 2017 : Playing With (Black And Blue)

Autres collaborations
- 1968 : Geno Exilie, Pomme Tê Et Dachinne (Disques Debs)
- 1968 : Henri Debs et son combo, Un Samedi Soir au Boukarou Vol.1 (Disques Debs)
- 1969 : Henri Debs, Manuela Pioche et Guy Alcindor, Les Immortelles Chansons Antillaises (Disques Debs)
- 1969 : Mano Cesaire, Et la formation Malavoi (Célini Disques)
- 1972 : Paul Blamar, Mélancolie (Disques Debs)
- 1976 : The Hal Singer Jazz Quartet, Soweto to Harlem (The Sun)
- 1977 : Jean-Pierre Debarbat & Dolphin Orchestra, Prologue (RCA Victor)
- 1977 : Kippie Moketsi et Hal Singer, Blue Stompin' (The Sun)
- 1979 : Émilien Antile, Mr Sax (Disques Debs)
- 1979 : Eddie « Lockjaw » Davis/Harry « Sweets » Edison Quintet, Sweets & Jaws (Vogue)
- 1980 : Gérard Badini Swing Machine, French Cooking (Vogue)
- 1981 : Louis Xavier, Ladja (Adda)
- 1981 : Edja Kungali, Presents Ramadolf (Jazz Unité)
- 1982 : Fabriano Fuzion, Cosmik Sindika (Safran)
- 1982 : André Condouant, André Condouant (Disques Debs)
- 1982 : Emmanuel Toussaint, Emmanuel Toussaint (Antilles Musique Diffusion)
- 1983 : Kassav', Kassav n° 5 (LM Production)
- 1983 : Jacques Vidal/Frédéric Sylvestre, Hommages… (Polydor)
- 1983 : Michel Roques, Pipault (Chorus)
- 1983 : Richard Raux Quartet, Feel Good at Last (Free Lance)
- 1985 : François Biensan, Quelle différence y a-t-il entre une trompette… (Écorce)
- 1985 : Gertrude Seinin, Gertrude Seinin (GD Production)
- 1985 : Carol Escoffier, Kumkwaya
- 1986 : Itaru Oki, Itaru Oki From Paris (Paddle Wheel)
- 1987 : Pierre Blanchard, Music For String Quartet, Jazz Trio and Lee Konitz (Sunnyside)
- 1989 : Manda Djinn, You Go to my Head (Nocturne)
- 1989 : Al & Stella Levitt Quartet, Dearly Beloved (Maracatu)
- 1990 : Abbey Lincoln, The World is Falling Down (Verve)
- 1990 : Charles Tolliver, Live in Berlin at the Quasimodo Vol. 1 (Strata-East/Bellaphon)
- 1991 : Turk Mauro, Jazz Party (Bloomdido)
- 1991 : Henri Texier Trio, The Scene is Clean (Label Bleu)
- 1991 : Christian Escoudé with Strings, Plays Django Reinhardt (EmArcy)
- 1991 : Tony Petrucciani, Nuages (Anaïs Records)
- 1992 : Pierre-Yves Sorin Sextet, Parfums de Contrebasse (Djaz Records)
- 1992 : Buddy DeFranco, Five Notes of Blues (Musidisc)
- 1992 : Charles Tolliver, Live in Berlin at the Quasimodo Vol. 2 (Strata-East/Bellaphon)
- 1993 : Gilles Clement Quartet, Wes Side Stories (Musidisc)
- 1994 : Claude Vamur, Héritage Pou… (Déclic Communication)
- 1995 : Teddy Edwards Quartet, La Villa (Live in Paris) (Verve/Gitanes Jazz)
- 1996 : Ralph Thamar, Embarquement Créole (Arcade)
- 1996 : Jeri Brown, April in Paris (Justin Time)
- 1996 : Gildas Scouarnec, Gildas Scouarnec Quintet (ADJB)
- 1997 : Henri Dikongué, C'est la vie (Tinder Records)
- 1997 : Cesária Évora, Cabo Verde (RCA)
- 1997 : Teca Calazans, Firoliu
- 1997 : Roger Raspail, Fanny's Dream (Blue Marge)
- 1998 : Luigi Trussardi, L'Amour dans l'âme (Elabeth)
- 1999 : Tissendier Septet, French Pianists - Ellington Mood (Frémeaux & Associés)
- 1999 : Jacob Desvarieux, Euphrasine's Blues (Sonodisc)
- 2000 : Graeme Allwright & the Glenn Ferris Quartet, Tant de Joies (EPM Musique)
- 2001 : Tony Chasseur, Diamant des Îles (JPS Production)
- 2001 : Jocelyn Ménard Jazz Quartet, Men Art Works (Effendi Records)
- 2002 : Michel Zenino, Dérive Gauche (Ex-Tension Records)
- 2002 : Gérard Curbillon, My One & Only Love (EmArcy/Universal)
- 2003 : Jocelyne Béroard, Madousinay (Omagatoki)
- 2003 : Hildegarde Wanzlawe, No Detour Ahead (Rasta Populos Records)
- 2003 : Pierre-Yves Sorin et Benny Golson, Live in Paris au Duc Des Lombards (Djaz)
- 2004 : Swanha Desvarieux, On Dot Jan! (Kolimel)
- 2004 : Xavier Richardeau, Everlastin' Waltz (Taxi Records)
- 2005 : Didier Conchon, Freebop (Djaz Records)
- 2005 : Sara Lazarus, Give Me the Simple Life (Dreyfus Jazz)
- 2005 : Thierry Fanfant, Intimes (Bonsaï Music)
- 2006 : Laurence Allison, Secrets (Label Ames)
- 2006 : Franck Nicolas, Jazz Ka Philosophy (Label Jazz Ka)
- 2006 : Gilles Naturel, Belleville (Cristal Records)
- 2007 : Ted Curson, In Paris - Live at the Sunside (Blue Marge)
- 2007 : Nathalie Soles, Deeper (Milan)
- 2008 : Michel Mado, Dédicace (MadoSiwo)
- 2009 : Moritz Peter Quartet, You (TCB Records)
- 2010 : Birgitte Lyregaard, Blue Anemone (Challenge Records)
- 2011 : Franck Nicolas, Jazz Ka Philosophy 3 - Kokiyaj (Emanaprod)
- 2013 : Nicolas Rageau, La Complainte de la Tour Eiffel (101 Paris)
- 2013 : Mourad Benhammou, Mourad Benhammou & the jazzworkers Smarset (Sound of Jazz) (Black And Blue)
- 2014 : Mizikopéyi, Jazz Créole (T.C. In Productions)
- 2014 : Hugo Lippi Trio, Up Through The Years (Black And Blue)
- 2014 : Annick Tangorra, Springtime (Frémeaux & Associés)
- 2015 : Philomène Irawaddy, Cinderella's Notice (Label Ouest)
- 2016 : Jean-Claude Montredon, Diamant H20 (QMix)
- 2017 : Roger Raspail, Dalva (Heavenly Sweetness-
- 2017 : Sophie Alour, Time For Love (Music From Source)
- 2018 : Gildas Scouarnec Quintet, Live at Radio France (Fresh Sound Records)
- 2018 : Mizikopéyi, Créole Big Band (Aztec Musique)
- 2018 : Émilie Calme, Flûte Poésie (Continuo Jazz)
- 2021 : Nicholas Thomas 4 Plays the Music of Hank Jones (Fresh Sound Records)

## Partition
- Jean-Claude Gaspaldy et Hiroshi Murayama, Alain Jean-Marie : Piano Biguine-Jazz, vol. 1, Jean-Claude Gaspaldy, 2018 Relevé de sept thèmes et improvisations d'Alain Jean-Marie, issus de ses Piano Biguine, notamment Amour à Montréal et Tiéri An Landémil[20],[21].

## Documentaire
Alain Jean-Marie, impressions cubaines est un documentaire de Bertrand Fèvre tourné à La Havane en 2024. Le documentaire retrace les débuts du pianiste, présente des témoignages, des rencontres avec les Cubains, des archives et des duos.